# Домингес, Себастьян
Себастьян Энрике Домингес (исп. Sebastián Enrique Domínguez; род. 29 июля 1980, Буэнос-Айрес) — аргентинский футболист, защитник; тренер.

## Клубная карьера
Домингес воспитанник клуба «Ньюэллс Олд Бойз». В 1998 году он дебютировал за команду в аргентинской Примере. В 2004 году Себастьян был выбран капитаном и помог клубу завоевать первый, после двенадцатилетнего перерыва титул чемпиона Апертуры 2004. В 2005 году Домингес перешёл в бразильский «Коринтианс», где воссоединился со своими соотечественниками Карлосом Тевесом и Хавьером Маскерано. В своём первом сезоне он выиграл титул чемпиона бразильской Серии А. В 2007 году Себастьян выступал на правах аренды за «Эстудиантес». В 2008 году он перешёл в мексиканскую «Америку». Сумма трансфера составила 4 млн долларов. 27 июля в матче против «Сантос Лагуна» он дебютировал в мексиканской Примере. 27 октября в поединке против «Гвадалахары» Домингес забил свой первый гол. В составе «Америки» Себастьян выиграл Интерлигу.
Зимой 2009 году он перешёл в «Велес Сарсфилд», как свободный агент, в качестве замены Николаса Отаменди. 8 февраля в матче против «Индепендьенте» Домингес дебютировал за новый клуб. 9 мая в поединке против «Расинга» он забил свой первый гол за «Велес». В составе клуба Себастьян трижды стал чемпионом Аргентины.

## Международная карьера
6 сентября 2009 года в матче отборочного турнира чемпионата мира 2010 против сборной Бразилии Домингес дебютировал за сборную Аргентины.

## Достижения
Командные
 «Ньюэллс Олд Бойз»
- Чемпионат Аргентины — Апертура 2004

 «Коринтианс»
- Чемпионат Бразилии — 2005

 «Америка»
- Интерлига — 2008

 «Велес Сарсфилд»
- Чемпионат Аргентины — Клаусура 2009
- Чемпионат Аргентины — Клаусура 2011
- Чемпионат Аргентины — Инисиал 2013
- Обладатель Суперкубка Аргентины (1): 2013